# Protocoelocrania
Protocoelocrania is een geslacht van kevers uit de familie bladkevers (Chrysomelidae).
De wetenschappelijke naam van het geslacht werd in 1931 gepubliceerd door Laboissiere.

## Soorten
- Protocoelocrania facialis (Jacoby, 1899)